# غلاديس أوكونور
غلاديس أوكونور (بالإنجليزية: Gladys O'Connor)‏ هي ممثلة أمريكية، ولدت في 28 نوفمبر 1903 في لندن في المملكة المتحدة، وتوفيت في 21 فبراير 2012 في تورونتو في كندا.

## وصلات خارجية
- غلاديس أوكونور على موقع IMDb (الإنجليزية)
- غلاديس أوكونور على موقع أول موفي (الإنجليزية)
- غلاديس أوكونور على موقع قاعدة بيانات الأفلام السويدية (السويدية)
- غلاديس أوكونور على موقع كينوبويسك (الروسية)